# 힘겨워하는 연인들을 위하여
〈힘겨워하는 연인들을 위하여〉는 1995년 발매된 N.EX.T의 3집 《The Return of N.EX.T Part 2: World》의 수록곡이자 타이틀곡이다. 그 당시 법으로 금지되었던 동성혼에 관한 노래이며 남녀간의 이루어질 수 없는 사랑을 동성동본 결혼 금지라는 주제에 빗대 표현해낸 노래라고 할 수 있다. 동성혼 허용에 일부분 이바지한 곡이기도 하다. 특히 음반해설지에는 이 곡을 설명하면서  '중국은 이미 1908년에 폐지된 규정을 우리는 21세기를 눈앞에 두고도 억지를 부리고 있다'라는 글을 표시하였다. 그리고 대한민국 대중음악에서 전혀 다뤄지지 않은 동성동본 혼인금지라는 새롭고 파격적인 주제를 노래로 하여금 제시해 한때 큰 사회적 반향을 일으킨 적도 있었다.
이 노래가 발표된 이후인 1997년에 헌법재판소는 동성동본 금혼에 대해서 위헌이란 판결을 내렸으며 2005년에는 국회에 의해 민법 개정이 이루어짐으로써 같은해 3월 31일에 폐지되었다.

### 라이브 음원 수록 앨범
- 1996년 : 《N.EX.T Is Alive - The World Tour》